# Richard Tyson
Richard Martin Tyson, lepiej znany jako Richard Tyson (ur. 13 lutego 1961 w Mobile w stanie Alabama) – amerykański aktor, reżyser i producent filmowy.

## Życiorys

### Wczesne lata
Urodził się i dorastał w Mobile w stanie Alabama z bratem Johnem Tysonem, Jr., który został politykiem. W 1974 r. ukończył Davidson High School. Uczęszczał do University of Alabama. Otrzymał tytuł magistra Sztuk Pięknych z Cornell University.

### Kariera
Swoją karierę rozpoczął występując w Richard Martin Productions. Występował regularnie w audycji radiowej „Mr. Cigar” w Los Angeles.
W 2006 r. w Rosji otrzymał nagrodę Peacemaker.

### Życie prywatne
Tyson jest 3° masonem i członkiem Abba Shriners w Mobile.
Poślubił Tracy Kristofferson, córkę Krisa Kristoffersona i Fran Beir. Mają jedno dziecko.

## Wybrana filmografia

### Filmy fabularne
- 1987: Dokładnie o trzeciej (Three O’Clock High) jako Buddy Revell
- 1988: Spotkanie dwóch księżyców (Two Moon Junction) jako Perry
- 1990: Gliniarz w przedszkolu (Kindergarten Cop) jako Cullen Crisp
- 1992: Księżyc Lakoty (Lakota Moon, TV) jako Smoke
- 1992: Czyngis-chan (Genghis Khan) jako Czyngis-chan
- 1992: Babe jako Guy Bush
- 1993: Ciemna fala (Dark Tide) jako Dak
- 1995: Armia faraona (Pharaoh’s Army) jako Rodie
- 1996: Kręglogłowi (Kingpin) jako Właściciel Stiffy’s
- 1996: Podwodna misja (Time Under Fire) jako Koda
- 1996: Szklana klatka (The Glass Cage) jako Paul Yaeger
- 1998: Sposób na blondynkę (There’s Something About Mary) jako Detektyw Krevoy
- 1998: Projekt Pandora (The Pandora Project) jako kpt. William Stenwick
- 2000: Ja, Irena i Ja (Me, Myself & Irene) jako Właściciel sklepu z bronią
- 2001: Helikopter w ogniu (Black Hawk Down) jako Sierżant sztabowy Daniel Busch
- 2004: Moskiewska gorączka (Moscow Heat) jako Nikolay Klimov
- 2006: Nawiedzenie Matki Boskiej (The Visitation) jako Szeryf Brett Henchle
- 2008: Ryszard III (Richard III) jako Jerzy, książę Clarence
- 2009: Magic Man jako Detektyw Rogers
- 2018: Pocałunek śmierci (Death Kiss) jako Tyrell

### Seriale TV
- 1986: Na wariackich papierach (Moonlighting) jako Daniel
- 1988: Disneyland jako Lute Newhouser
- 1992: Pamiętnik Czerwonego Pantofelka (Red Shoe Diaries) jako Bud
- 1997: Gliniarz z dżungli (The Sentinel) jako Frank Rafferty
- 1998: Buddy Faro jako Art London
- 2000: Stan wyjątkowy (Martial Law) jako Sierżant Cletus
- 2000: Bitwa o Ziemię (Battlefield Earth) jako Robert Fox
- 2003: Puls miasta (Boomtown) jako Frank Needham
- 2006: CSI: Kryminalne zagadki Nowego Jorku (CSI: NY) jako Frank Russo
- 2009: Podkomisarz Brenda Johnson (The Closer) jako Ted